# Санта-Сузана
Санта-Сузана (порт. Santa Susana)  —  район (фрегезия) в Португалии,  входит в округ Сетубал. Является составной частью муниципалитета  Алкасер-ду-Сал. По старому административному делению входил в провинцию Байшу-Алентежу. Входит в экономико-статистический  субрегион Алентежу-Литорал, который входит в Алентежу. Население составляет 501 человек на 2001 год. Занимает площадь 166,45 км².